# Stanislav Birner
Stanislav Birner (* 11. Oktober 1956 in Karlsbad) ist ein ehemaliger tschechischer Tennisspieler, der in seiner aktiven Karriere für die Tschechoslowakei angetreten ist.

## Karriere
Im Oktober 1977 trat Birner in Köln erstmals bei einem Turnier der World Tour an, schied jedoch in der ersten Runde aus. Im Folgejahr erreichte er bei den French Open bei seiner ersten Teilnahme das Achtelfinale im Einzel, nachdem er zuvor Stan Smith, Željko Franulović und Mark Edmondson besiegt hatte. Er verlor die Achtelfinalpartie gegen Corrado Barazzutti in drei Sätzen; dies sollte sein bestes Ergebnis bei einem Einzel eines Grand-Slam-Turniers bleiben. Im weiteren Jahresverlauf kam er nie über die zweite Runde einer Einzelkonkurrenz hinaus. Im Folgejahr kam er an der Seite von Jorge Andrew zum ersten Mal in Berlin in ein Doppelfinale, dieses verloren sie gegen Carlos Kirmayr und Ivan Lendl.
Im März 1980 erreichte er mit Jiří Hřebec in Nizza ein weiteres Doppelfinale. Drei Monate später folgte Birners bestes Grand-Slam-Turnier seiner Karriere, als er beim Mixed-Wettbewerb der French Open mit seiner Landsfrau Renáta Tomanová ins Finale vorstieß; in diesem wurden sie von den US-Amerikanern Anne Smith und Billy Martin geschlagen. In diesem Jahr spielte Birner zudem bei seinem einzigen Einsatz in der tschechoslowakischen Davis-Cup-Mannschaft. Dabei verlor sein einziges Einzelmatch gegen Florin Segărceanu.
In Washington erreichte er 1981 im Einzel das Halbfinale, wo er dem späteren Turniersieger José Luis Clerc unterlag. 1982 verlor er die Halbfinalpartie in Toulouse gegen den Gewinner des Turniers Yannick Noah. Im September 1983 gelang ihm mit Blaine Willenborg sein erster internationaler Turniersieg beim Doppel von Genf. Zwei Monate später erreichte er mit Stefan Simonsson das Finale von Ferrara, das sie gegen Bernard Mitton und Butch Walts verloren. 1984 folgte ein Doppeltitel mit Libor Pimek in Bari und die Doppelfinalteilnahme beim Challenger von Sutton gemeinsam mit Broderick Dyke; das Match verloren sie gegen Mark Kratzmann und Simon Youl.
Birner war 1986 vor allem bei Challenger-Turnieren erfolgreich und konnte in Nigeria drei und in Ungarn einen Titel holen. In Ogun und in Ikeja gewann er den Einzeltitel. Doppeltitel holte er mit Charles Strode in Enugu und mit Cyril Suk in Budapest.
Im Doppel hatte bei den French Open 1987 sein bestes Doppelergebnis bei einem Grand-Slam-Turnier, als er sich mit Jaroslav Navrátil bis ins Viertelfinale spielen konnte. Mit demselben Partner erreichte er in diesem Jahr zudem seine beiden letzten World-Tour-Finalrunden in Prag und Basel. 1988 folgte mit Alessandro De Minicis ein Challenger-Finale in Graz, ein Jahr später beim selben Turnier mit Richard Vogel. Nach 1989 trat er nicht mehr auf der ATP Tour an.
Nach seiner Karriere auf internationaler Ebene spielte er auch im hohen Alter noch in der Regionalliga.

## Persönliches
Birner ist Vater der beiden ehemaligen Tennisspielerinnen Eva Birnerová und Hana Birnerová. Mit Hana arbeitete er später in Nürnberg in derselben Tennisschule als Trainer.

## Erfolge
| Legende                        |
| Grand Slam                     |
| Andere World-Tour-Turniere (2) |
| ATP Challenger Tour (4)        |

| Titel nach Belag |
| Hartplatz        |
| Rasen            |
| Sand (3)         |
| Teppich          |

### Einzel

#### Turniersiege
| Nr. | Datum            | Turnier | Belag     | Finalgegner   | Ergebnis      |
| --- | ---------------- | ------- | --------- | ------------- | ------------- |
| 1.  | 16. März 1986    | Ogun    | Hartplatz | Anthony Lane  | 7:6, 6:4      |
| 2.  | 7. Dezember 1986 | Ikeja   | Sand      | Bernhard Pils | 4:6, 6:3, 6:3 |

### Doppel

#### Turniersiege

##### ATP Tour
| Nr. | Datum              | Turnier | Belag | Partner           | Finalgegner                  | Ergebnis      |
| --- | ------------------ | ------- | ----- | ----------------- | ---------------------------- | ------------- |
| 1.  | 25. September 1983 | Genf    | Sand  | Blaine Willenborg | Joakim Nyström Mats Wilander | 6:1, 2:6, 6:3 |
| 2.  | 8. April 1984      | Bari    | Sand  | Libor Pimek       | Marcel Freeman Tim Wilkison  | 2:6, 7:6, 6:4 |

##### Challenger Tour
| Nr. | Datum              | Turnier  | Belag     | Partner        | Finalgegner                       | Ergebnis |
| --- | ------------------ | -------- | --------- | -------------- | --------------------------------- | -------- |
| 1.  | 23. Februar 1986   | Enugu    | Hartplatz | Charles Strode | Brett Buffington Ted Erck         | 6:4, 7:6 |
| 2.  | 21. September 1986 | Budapest | Sand      | Cyril Suk      | Peter Bastiansen Brett Buffington | 6:1, 7:5 |

#### Finalteilnahmen
| Nr. | Datum             | Turnier | Belag         | Partner           | Finalgegner                | Ergebnis      |
| --- | ----------------- | ------- | ------------- | ----------------- | -------------------------- | ------------- |
| 1.  | 24. Juni 1979     | Berlin  | Sand          | Jorge Andrew      | Carlos Kirmayr Ivan Lendl  | 2:6, 1:6      |
| 2.  | 30. März 1980     | Nizza   | Sand          | Jiří Hřebec       | Chris Delaney Kim Warwick  | 4:6, 0:6      |
| 3.  | 20. November 1983 | Ferrara | Teppich (i)   | Stefan Simonsson  | Bernard Mitton Butch Walts | 6:7, 6:0, 3:6 |
| 4.  | 16. August 1987   | Prag    | Sand          | Jaroslav Navrátil | Miloslav Mečíř Tomáš Šmíd  | 3:6, 7:6, 3:6 |
| 5.  | 11. Oktober 1987  | Basel   | Hartplatz (i) | Jaroslav Navrátil | Anders Järryd Tomáš Šmíd   | 4:6, 3:6      |

### Mixed

#### Finalteilnahmen
| Nr. | Datum        | Turnier     | Belag | Partnerin       | Finalgegner             | Ergebnis      |
| --- | ------------ | ----------- | ----- | --------------- | ----------------------- | ------------- |
| 1.  | 8. Juni 1980 | French Open | Sand  | Renáta Tomanová | Anne Smith Billy Martin | 6:2, 4:6, 6:8 |